# Fixcel records
Das Jazzlabel fixcel records wurde von Frank Schindelbeck im Jahr 2008 gegründet. Der Sitz des Labels in Neckarsteinach bei Heidelberg, gelegen in der Metropolregion Rhein-Neckar, spiegelt sich teilweise im Spektrum der für fixcel aufnehmenden Künstler wider. In der Regel sind an den Produktionen Musiker der Region bzw. Musiker mit einem Bezug zur Region beteiligt.
Vor allem das Schaffen des Schlagzeugers und Perkussionisten Erwin Ditzner (Mardi Gras.bb, Cobody, Ditzner Lömsch Duo) ist auf verschiedenen Veröffentlichungen des Labels dokumentiert. Außerdem sind auf den Aufnahmen des Labels unter anderen zu hören: Saxophonist und Klarinettist Lömsch Lehmann (Underkarl, Ditzner Lömsch Duo), der Bassist Sebastian Gramss (Underkarl) gemeinsam mit dem Saxophonisten Leonhard Huhn, die Saxophonistin Alexandra Lehmler und der Bassist Matthias Debus (beide: Alexandra Lehmler Quintett).
Der Live-Mitschnitt des alljährlich vom Enjoy Jazz Festival mit einer „Carte blanche“ an Erwin Ditzner vergebenen „Ditzner Projekts“ wurde im Jahr 2010 mit Marilyn Crispell (p), Sebastian Gramss (b) und Erwin Ditzner (dr) aufgezeichnet und kam unter dem Titel „Free Flight“ im Jahr 2011 heraus. Im Jahr 2015 erschien die Debüt-CD „Die Fichten“ der Kölner Musiker Leonhard Huhn, Stefan Schönegg und Dominik Mahnig sowie die zweite Einspielung des Ditzner Lömsch Duos unter dem Titel „II“. Im Oktober 2016 wurde posthum die letzte Einspielung von Kathrin Lemke, „My Personal Heimat“, auf fixcel records veröffentlicht.

## Labeldiskographie (Stand: 2023)
Ditzner Lömsch Duo | Klingeltöne (CD rel. 2008)

fixcel 0

Erwin Ditzner / dr, perc

Lömsch Lehman / sx, cl

Ditzner Lömsch Duo | Schwoine (CD rel. 2008)

fixcel 1

Erwin Ditzner / dr, perc

Lömsch Lehman / sx, cl

Netnar Tsinim | Netnar Tsinim (CD rel. 2010)

fixcel 2

Alexandra Lehmler / sxs

Erwin Ditzner / dr, perc

Bernhard Vanecek / tb

Matthias Debus / b

Ditzner Twintett | Ditzner Twintett (CD rel. 2010)

fixcel 3

Erwin Ditzner / dr, perc

Bernhard Vanecek / tb

Roland Vanecek / tu

Sebastian Gramss + Leonhard Huhn | Duke Ellington’s Far East Suite (CD rel. 2011)

fixcel 4

Sebastian Gramss / b

Leonhard Huhn / sx

Marilyn Crispell, Erwin Ditzner, Sebastian Gramss | Free Flight – Live At Enjoy Jazz 2010  (CD rel. 2011)

fixcel 5

Marilyn Crispell / p

Erwin Ditzner / dr

Sebastian Gramss / b

Ditzner Twintett | Sonntag (CD rel. 2013)

fixcel 6

Erwin Ditzner / dr, perc

Bernhard Vanecek / tb, euphonium

Roland Vanecek / tu, serpent

Erwin Ditzner | elements (LP/CD rel. 2013)

fixcel 7

Erwin Ditzner / dr, perc

Huhn / Schönegg / Mahnig | Die Fichten (CD rel. 2015)

fixcel 8

Leonhard Huhn / sx

Stefan Schönegg / b

Dominik Mahnig / dr

Ditzner Lömsch Duo | II (LP/CD rel. 2015)

fixcel 9/10

Erwin Ditzner / dr, perc

Lömsch Lehman / sx, cl

Sachie Matsushita Trio | Free (CD rel. 2016)

fixcel 11

Sachie Matsushita / p

Vitold Rek / b

Erwin Ditzner / dr, perc

William Cody Maher + Jochen Seiterle | Blind Date With Love (CD rel. 2016)

fixcel 12

William Cody Maher / voc, texte

Jochen Seiterle / gt

Erwin Ditzner / dr, perc

Kathrin Lemke Quartett | My Personal Heimat (CD rel. 2016)

fixcel 13

Kathrin Lemke / sx

Niko Meinhold / p

Adam Pultz Melbye / b

Michael Griener / dr

Skulski / Gerigk / Roth | Landgang (CD rel. 2017)

fixcel 14

Michal Skulski / ts

Jonas Gerigk / b

Steffen Roth / dr

Takase / Eberhard / Gramss / Ditzner - Ditzners Carte Blanche – Live at Enjoy Jazz 2017 (LP rel. 2018)

fixcel 15

Aki Takase / p

Silke Eberhard / sx

Sebastian Gramss / b

Erwin Ditzner / dr

Kirsch / Hein / Ditzner – Nervous (CD rel. 2019)

fixcel 16

Stephan Kirsch / tb, electric tb

Nicola Hein / e-gt, effects

Erwin Ditzner / dr, perc

Boesser-Ferrrari / Chadbourne – Nowhere Men (CD rel. 2019)

fixcel 17

Claus Boesser-Ferrari / guitars

Eugene Chadbourne / banjo / guitar

Fabian Dudek – Creating Meaning (CD rel. 2020)

fixcel 18

Fabian Dudek / sx

Felix Hauptmann / p, synth

David Helm / b

Fabian Arends / dr

Kirsch / Hein / Ditzner – Live @ Hack (CD rel. 2020)

fixcel 19

Stephan Kirsch / tb, electric tb

Nicola Hein / e-gt, effects

Erwin Ditzner / dr, perc

Chris Jarrett + Erwin Ditzner – Live @ Enjoy Jazz 2019 (LP rel. 2020)

fixcel 20

Chris Jarrett / p

Erwin Ditzner / dr

Debus / Lömsch / Ditzner – Die Motive des Richard W. (DLP rel. 2020)

fixcel 21

Lömsch Lehmann / cl, sx

Matthias TC Debus / acc bass, voc

Erwin Ditzner / dr

Neumeier, Uchihashi – Live @ Enjoy Jazz Festival 2020 (CD rel. 2021)

fixcel 22

Mani Neumeier / dr, electronics

Uchihashi Kazuhisa / git, electronics